# Heywood Island (Western Australia)
Heywood Island ist eine Insel vor der Küste der westaustralischen Provinz Kimberley im Indischen Ozean.

## Umgebung
Heywood Island ist von kleinen Felsen umgeben. Im Süden grenzt Byam Martin Island an, im Norden die größere Insel Vulcan.

## Fauna
Heywood Island wird gelegentlich von einigen Fleckenfruchttauben besucht, die auf der Nahrungssuche auf Wanderschaft gehen.